# 富里镇
富里镇，是中华人民共和国湖南省株洲市醴陵市下辖的一个乡镇级行政单位。

## 行政区划
富里镇下辖以下地区：
海棠社区、车上村、长庆村、塘坊村、华埠村、磨石村、双江村、富里村、利群村、荷田村和柏大村。